# Walter Hallstein
Walter Hallstein (Magúncia, Imperi Alemany 1901 - Stuttgart, RFA 1982) fou un polític i professor universitari alemany que va esdevenir el primer President de la Comissió Europea l'any 1958.

## Biografia
Va néixer el 17 de novembre de 1901 a la ciutat de Magúncia, població situada a l'actual estat alemany de Renània-Palatinat. Va estudiar dret a les universitats de Bonn, Múnic i Berlín, on es graduà el 1925. Des de 1926 treballà a l'Institut Kaiser Guillem de Dret Internacional a Berlín, esdevenint l'any 1930 professor de dret a la Universitat de Rostock, càrrec que desenvolupà fins al 1941. Aquell any fou nomenat professor de dret civil a la Universitat de Frankfurt.
Des de 1942 serví al Wehrmacht en les seves activitats al nord de França, i fou fet presoner de guerra l'any 1944 per les forces armades dels Estats Units d'Amèrica. L'any 1946 retornà al seu país i fou escollit rector de la Universitat de Frankfurt.
Morí el 29 de març de 1982 a la ciutat de Stuttgart als 80 anys.

## Activitat política

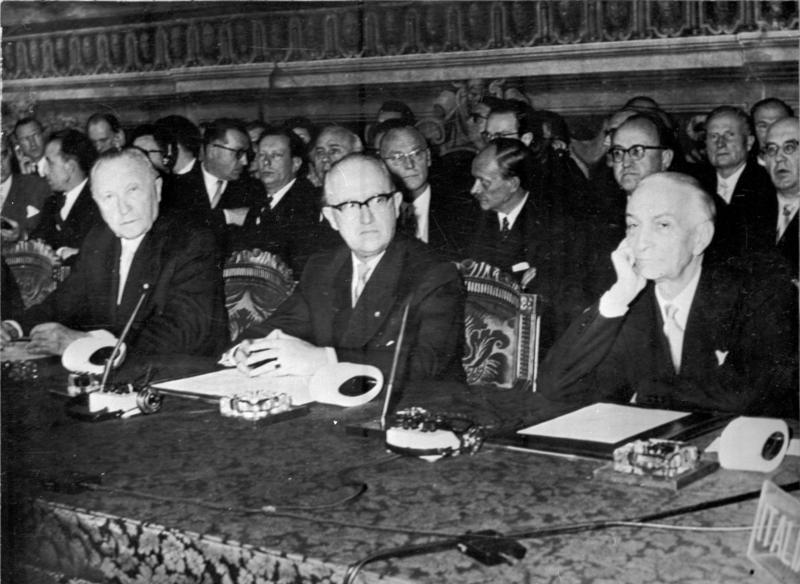
Konrad Adenauer, Walter Hallstein i Antonio Segni signant el Tractat de Roma de 1957.

L'any 1951 el canceller Konrad Adenauer el nomenà Secretari d'Estat de la Cancelleria Federal i posteriorment Secretari d'Estat del Ministeri d'Afers exteriors. El 1955 promulgà la doctrina Hallstein, regles per les quals es regí la política exterior alemanya entre 1955 i 1969.
Hallstein tingué un paper molt important en els tractats de la Comunitat Econòmica Europea (CEE) i la Comunitat Europea de l'Energia Atòmica (Euratom). El 7 de gener de 1958 fou escollit el Primer President de la Comunitat Econòmica Europea, avui en dia anomenada Comissió Europea. Durant la seva presidència s'oposà fermament a la idea de Charles de Gaulle de l'Europe des Etats ("Europa dels Estats") i adoptà un rol federal, cosa que el forçà a dimitir el juny de 1967. L'any 1961 fou guardonat amb el Premi Internacional Carlemany, concedit per la ciutat d'Aquisgrà, en reconeixement dels seus valors europeistes.
Des de 1969 a 1972 fou membre del Bundestag pel seu partit polític, la Unió Demòcrata Cristiana d'Alemanya (CDU). Des de 1968 a 1974 fou president del Consell del Moviment Europeu.